# Stanisław Czaplic Szpanowski
Stanisław Czaplic Szpanowski herbu Kierdeja – stolnik owrucki w latach 1707–1721, konsyliarz województwa kijowskiego w konfederacji sandomierskiej 1704 roku.